# Хунхе-Хані-Їська автономна префектура
23°22′15″ пн. ш. 103°22′41″ сх. д. / 23.37077° пн. ш. 103.37796° сх. д.
Хунхе-Хані-Їська автономна префектура (кит.: 红河哈尼族彝族自治州) — адміністративна одиниця другого рівня у складі провінції Юньнань, КНР. Центр префектури — Менцзи.
Префектура межує із В'єтнамом (провінції Лайтяу та Лаокай на півдні і південному сході відповідно).

## Адміністративний поділ
Префектура поділяється на 4 міста та 9 повітів (три з них є автономними):
| Карта | Карта               | Карта                  | Карта            |
| --- | ------------------- | ---------------------- | ---------------- |
| Менцзи Гецзю Кайюань Міле Пінбянь- · Мяо Цзяньшуй Шипін Лусі Юаньян Хунхе Цзіньпін- · Мяо-Яо-Дай Люйчунь Хекоу- · Яо |                     |                        |                  |
| Статус | Назва               | Оригінал               | Населення (2020) |
| Місто | Менцзи              | 蒙自市                 | 585 976          |
| Місто | Гецзю               | 个旧市                 | 419 314          |
| Місто | Кайюань             | 开远市                 | 323 031          |
| Місто | Міле                | 弥勒市                 | 538 083          |
| Повіт | Лусі                | 泸西县                 | 389 138          |
| Повіт | Люйчунь             | 绿春县                 | 210 166          |
| Повіт | Хунхе               | 红河县                 | 284 607          |
| Повіт | Цзяньшуй            | 建水县                 | 534 205          |
| Повіт | Шипін               | 石屏县                 | 271 951          |
| Повіт | Юаньян              | 元阳县                 | 359 155          |
| Автономний повіт | Пінбянь-Мяо         | 屏边苗族自治县         | 129 448          |
| Автономний повіт | Хекоу-Яо            | 河口瑶族自治县         | 101 971          |
| Автономний повіт | Цзіньпін-Мяо-Яо-Дай | 金平苗族瑶族傣族自治县 | 331 377          |